# Max Scherzer
Maxwell M. Scherzer (St. Louis, 27 de julho de 1984), apelidado de "Mad Max", é um jogador americano de beisebol profissional, arremessador para o Texas Rangers da Major League Baseball (MLB). Ele já jogou na MLB pelo Arizona Diamondbacks, Detroit Tigers, Washington Nationals, Los Angeles Dodgers e New York Mets. Um arremessador destro titular, Scherzer foi selecionado oito vezes para o MLB All-Star, venceu três Cy Young Awards, arremessou dois no-hitters e venceu a World Series com os Nationals em 2019 e com o Texas Rangers em 2023. Scherzer é considerado um dos maiores arremessadores de sua geração e de todos os tempos.
O Arizona Diamondbacks selecionou Scherzer com a 11ª escolha geral no Draft da MLB de 2006. Ele fez sua estreia na MLB com os Diamondbacks em 2008. Em dezembro de 2009, Scherzer foi negociado para o Detroit Tigers. Durante seus cinco anos em Detroit, Scherzer foi selecionado duas vezes para o time All-Star da Liga Americana e venceu o Cy Young da Liga Americana em 2013. Scherzer também ajudou os Tigers a vencerem quatro títulos consecutivos da Divisão Central da Liga Americana de 2011 a 2014. Em 2015, Scherzer tornou-se o quinto arremessador na história da MLB a arremessar múltiplos no-hitters em uma única temporada. Em 11 de maio de 2016, em um jogo contra os Tigers, ele igualou o recorde de eliminações por strikeout em uma partida de nove entradas com 20, tornando-se o segundo jogador a conseguir tanto um no-hitter quanto 20 strikeouts em nove entradas; no mesmo jogo, ele tornou-se o arremessador mais jovem a derrotar todos os 30 times da MLB durante sua carreira. Scherzer venceu o Cy Young da Liga Nacional em 2016 e 2017, e foi selecionado cinco vezes para o time All-Star da Liga Nacional com os Nationals.
Na World Series de 2019 contra o Houston Astros, Scherzer conquistou uma vitória no Jogo 1 e foi o arremessador titular no Jogo 7, que os Nationals também venceram (Scherzer não recebeu uma decisão nesse jogo) para conquistar o primeiro campeonato da história da franquia. Scherzer foi negociado para os Dodgers em 2021, onde chegaram à NLCS 2021 e ele terminou em 3º na votação para o Cy Young da Liga Nacional. Como agente livre, ele assinou com os Mets e foi nomeado para o All-MLB Team ao final da temporada de 2022. No meio da temporada de 2023, Scherzer foi negociado com os Rangers, onde foi titular nos Jogos 3 e 7 da ALCS 2023 contra os Astros e no Jogo 3 da World Series de 2023, quando os Rangers conquistaram o primeiro campeonato da história da franquia.
Scherzer é o quinto arremessador a iniciar um Jogo All-Star tanto pela Liga Americana quanto pela Liga Nacional. Ele liderou a liga em vitórias quatro vezes e conquistou três títulos de strikeouts. Um dos arremessadores mais consistentes de sua era, ele fez pelo menos 30 inícios de jogo em cada temporada de 2009 a 2018 e eliminou pelo menos 230 rebatedores por strikeout em cada temporada de 2012 a 2019. Em 2017, ele tornou-se o terceiro jogador mais rápido a alcançar 2.000 eliminações por strikeout na carreira e o quarto a eliminar 250 ou mais rebatedores por strikeout em quatro temporadas consecutivas. Scherzer registrou mais vitórias (161) e strikeouts (2.452) do que qualquer outro arremessador nos anos 2010. Ele entrou no clube dos 3.000 strikeouts em 12 de setembro de 2021 e atualmente é o líder ativo em strikeouts, além de ser o 10º de todos os tempos.

## Primeiros anos
Scherzer nasceu e foi criado no subúrbio de Chesterfield, Missouri, em St. Louis, filho de Jan (Shirck) e Brad Scherzer, e cresceu como torcedor dos St. Louis Cardinals. Ele jogou beisebol, futebol americano e basquete enquanto estudava na Parkway Central High School, que fica em sua cidade natal. O que lhe faltava em talento bruto, ele compensava com sua natureza extremamente competitiva, o que diferenciou sua carreira atlética. Um de seus influenciadores no ensino médio foi o técnico de basquete Rick Kirby, que enfatizava os fundamentos e era focado na defesa. Marty Maier, então diretor de recrutamento dos Cardinals, o selecionou na 43ª rodada (1.291º no geral) do draft da Major League Baseball (MLB) de 2003. No entanto, ele não assinou e, em vez disso, ingressou na Universidade do Missouri em Columbia.

## Carreira Universitária
No início de seu tempo em Missouri, Scherzer colocava tanto esforço em seu movimento de arremesso que o balanço de sua cabeça frequentemente fazia seu boné cair. Um dos treinadores de Scherzer em Missouri, Tony Vitello, que ajudou a recrutá-lo, eventualmente o convenceu a arremessar com mais equilíbrio e controle e a parar de "pular" em direção aos rebatedores, o que frequentemente fazia com que ele errasse seus lançamentos para cima e em direção aos rebatedores destros. Ele não arremessou nos últimos 50 dias de sua temporada de calouro, optando por se concentrar em treinos físicos e arremessos longos, enquanto ganhava velocidade no processo. Vitello e o técnico principal Tim Jamieson treinaram Scherzer em um exercício para equilibrar-se melhor sobre sua perna traseira, com mais coordenação, e evitar cair sobre o pé da frente. Scherzer modificou seu movimento de arremesso e trabalhou constantemente durante o inverno seguinte, levando a uma média de corridas merecidas (earned run average) de **1.86** e 131 strikeouts em 106 entradas arremessadas ao longo de 16 jogos durante sua temporada de segundo ano. Em 2005, ele ganhou o prêmio de Arremessador do Ano da Conferência Big 12.
Em 9 de janeiro de 2012, foi anunciado que Scherzer seria introduzido no Hall da Fama de Atletismo Intercolegial da Universidade do Missouri.

## Curiosidades
Ele tem um olho de cada cor devido a sua heterocromia genética.